# Basilique San Gaudenzio de Novare
La basilique San Gaudenzio (italien : Basilica di San Gaudenzio) est une basilique mineure. de Novare, dans la région du Piémont en Italie du Nord. Elle est le point culminant de la ville (la coupole mesure 122 m). Elle est dédiée à Gaudence de Novare, évêque chrétien de la ville.
Le complexe architectural se compose de trois éléments principaux dans les différentes phases de la construction: l'église, le campanile et la coupole.

## L'église

### Histoire
Une première église consacrée au saint existait depuis 841 à l'emplacement de l'actuelle Viale XX Settembre ; l'édifice a été reconstruit plus tard et re-consacré en 1298.
Entre 1552 et 1554, les Espagnols de Charles Quint décident la transformation de la ville en une forteresse militaire, et détruisent tous les bâtiments existant en dehors des murs de la ville, y compris la basilique. Dans les mêmes années, la « Fabbrica Lapidea della Basilica di San Gaudenzio » a été fondée dans le but de superviser la reconstruction de l'église.
Après la peste de 1576, qui n'a miraculeusement pas touché Novare, il a été décidé de reconstruire la basilique sur le point le plus haut de la ville, dans le coin nord-ouest des murs. Depuis 1019, il y existait déjà une église dédiée à saint Vincent, qui fut démolie pour faire place à la nouvelle construction. Trois chapelles ont été préservées, dont une dédiée à saint George, là où avaient été temporairement transférés les restes de saint Gaudence à la suite de la destruction de la première basilique.
La conception a été confiée à Pellegrino Tibaldi, à qui est attribuée la verticalité marquée du bâtiment et le sens de la plasticité émanant de l'avant et, sur les côtés, des niches, des fenêtres et des colonnes en saillie. La première pierre a été posée en mai 1577. La consécration eut lieu le 13 décembre 1590 par Mgr Cesare Speciano (it) alors que le transept et le chœur n'étaient pas encore érigés. La situation économique se détériorant, aggravée par les fléaux et les guerres, a arrêté le travail qui n'a repris qu'en 1626 et s'est poursuivi à un rythme lent jusqu'en 1656. Le 11 juin 1711 l'église a été complétée par la translation solennelle dans la crypte des reliques de saint Gaudence, jusque-là gardées dans la chapelle Saint-Georges.

### Structure
L'entrée de la basilique, de proportions monumentales, est fermée par une porte en noyer travaillé, avec une rosace, travail de Alessandro Antonelli.
L'église possède un plan en croix latine, à nef unique, flanquée de six chapelles latérales reliées les unes aux autres, un grand transept et un presbytère profond.
Un immense lustre est suspendu dans le centre de la nef avec des fleurs en fer forgé en mémoire de la rencontre entre Gaudence, évêque de Novare et Ambroise, évêque de Milan. Chaque 22 janvier, à l'occasion de la fête patronale dédiée au saint, il est procédé à la « cérémonie des fleurs » au cours de laquelle le lustre est abaissé puis couvert de fleurs transportées en procession de la parade.

### Les chapelles latérales
La première chapelle du côté droit est appelée « cappella della Buona Morte » (chapelle de la Bonne Mort); le retable représentant la Mise au tombeau est l'œuvre de Guglielmo Caccia. Les fresques sur le plafond et la peinture du Jugement dernier sur le mur droit sont d'Il Morazzone.
Il s'ensuit la « chapelle de la Circoncision » où se dresse l'autel et un grand cadre en bois baroque qui entoure le travail de Giovanni Mauro della Rovere, appelé il Fiammenghino, représentant La Circoncision de Jésus au Temple.
Dans la « chapelle du Crucifix », la Crucifixion est traditionnellement attribuée à Gaudenzio Ferrari. Elle était à l'origine située dans l'église démolie en dehors des murs. En haut, au-dessus de l'autel, on trouve des anges de Grazioso Rusca (it). Sur le mur de gauche: Une Madonna, sur une fresque du XVe siècle provenant de l'Oratoire San Luca.
Sur le côté opposé de l'allée, se trouve la « chapelle de la Madonna de Loreto » (la troisième du côté gauche). Autour de l’autel, des fresques de Stefano Legnani, et sur le mur de droite, des fresques de Bernardino Lanino provenant du monastère Sainte-Agathe.
Dans la « chapelle de la Nativité » se trouve un grand retable avec deux étages de Gaudenzio Ferrari (1516), précédemment gardé dans la vieille basilique et rapporté après sa démolition. Le travail est divisé en trois parties:
- La partie supérieure représente, de gauche à droite : l'archange Gabriel, la Nativité, la Vierge de l'Annonciation.
- En bas: Saint Pierre et Saint Jean-Baptiste, la Vierge et l'Enfant entre saint Ambroise et Gaudence, saint Paul et saint Eusèbe (ou Sant'Agabio).
- dans la prédelle, dix petits carrés en plomb brun et blanc représentent saint Ambroise, saint Grégoire le Grand, saint Jérôme, saint Augustin, en alternance avec des épisodes de la vie de Gaudence.

Les fresques qui décorent la chapelle sont de Paolo Camillo Landriani tandis que sur la gauche, il y a un portrait du chevalier de Saint-Jean-de-Jérusalem, Jérôme Bollini.
Dans la « chapelle de l'Ange gardien » (la première sur la gauche), des fresques de Tanzio da Varallo (1629) et une grande toile sur le mur : la bataille de Sennacherib (it) (1629 à 1630).

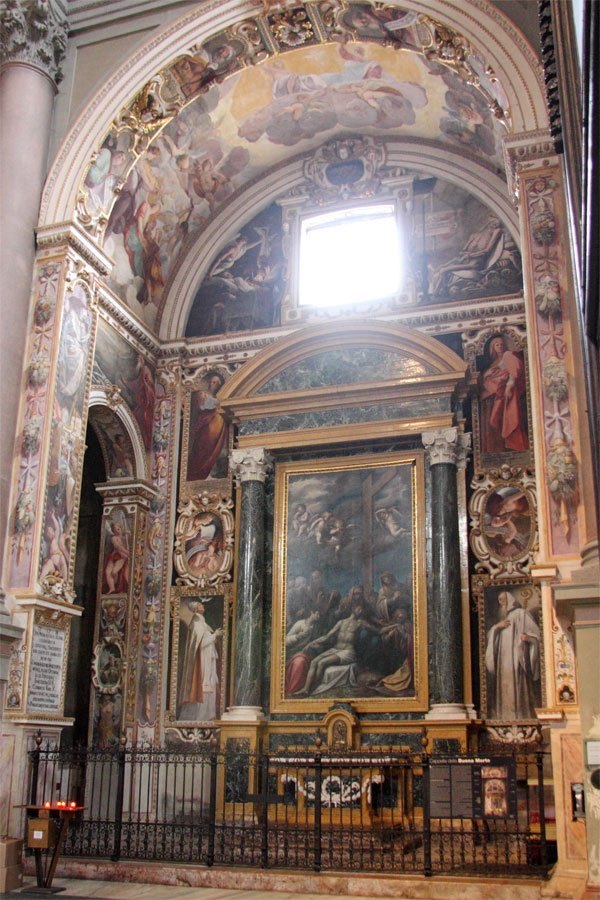
Cappella della Buona Morte
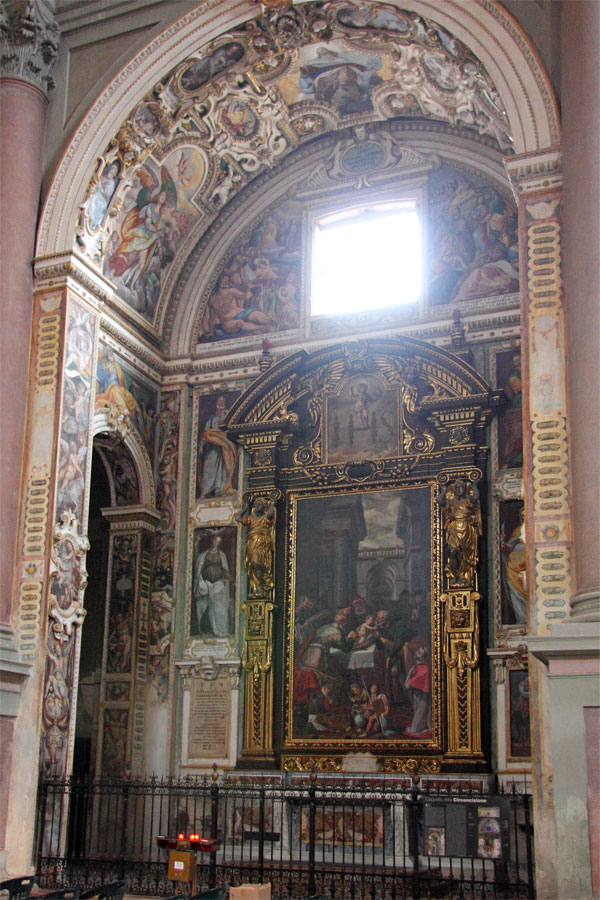
Cappella della Circoncisione
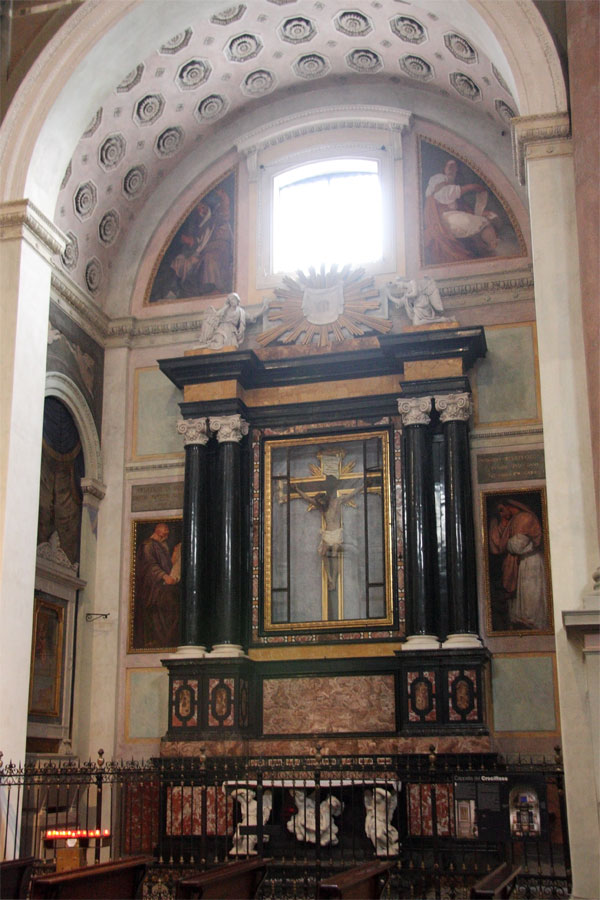
Cappella del Crocifisso
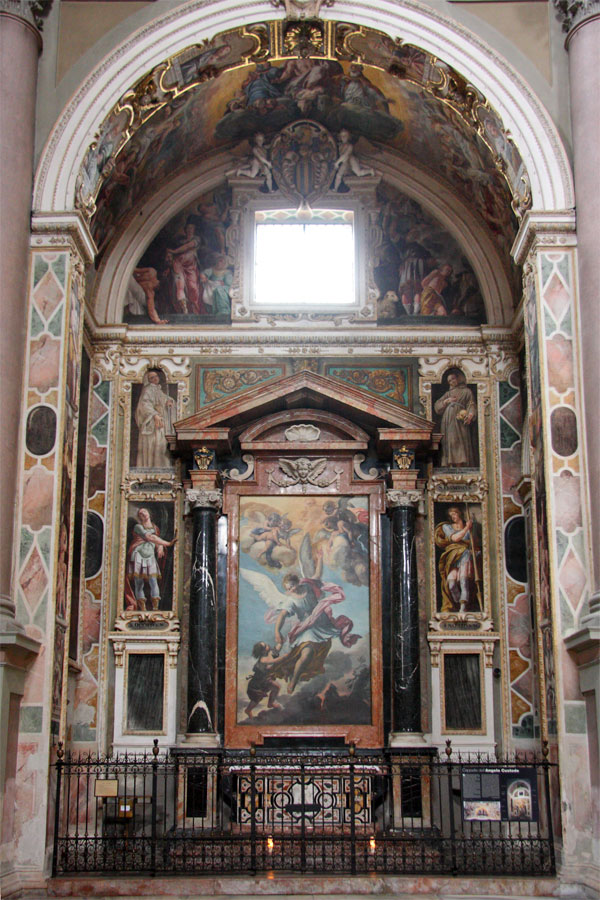
Cappella dell'Angelo Custode
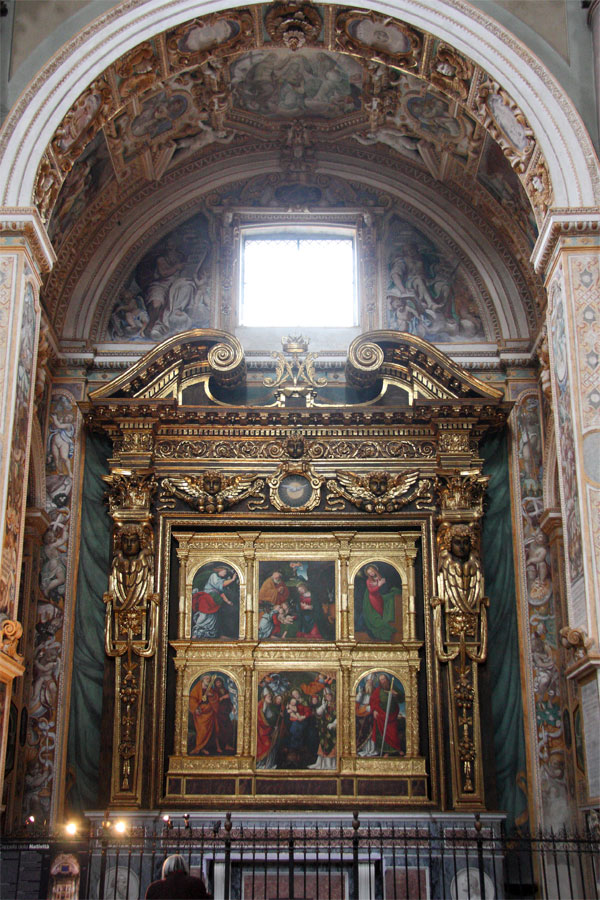
Cappella della Natività
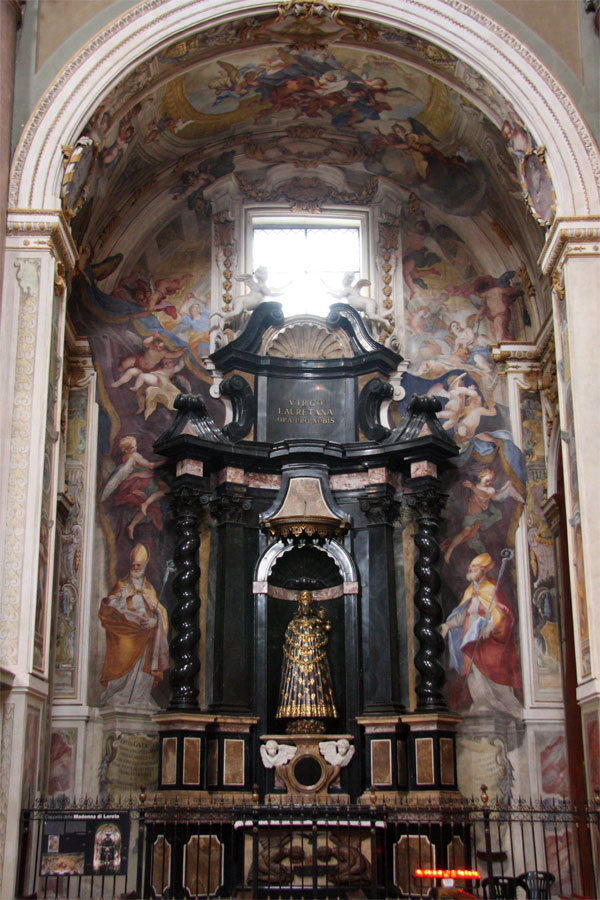
Cappella della Madonna di Loreto

### Le transept et le presbytère
Sur la gauche de l'autel du transept droit, une échelle conduit à la « chapelle de Scurolo », accessible uniquement pendant le fête du saint patron, avec de belles portes en acier et en bronze et un revêtement riche en marbre précieux avec des décorations en bronze, œuvre de l'architecte tessinois Francesco Borromini entre 1674 à 1711. À l'intérieur, se trouve un autel richement décoré de reliefs en bronze et lapis-lazuli sur lequel est placé le reliquaire octogonal en argent et cristal contenant le corps de saint Gaudence. Dans quatre niches se trouvent de belles statues des saints Adalgis, Agabio (it), Laurent et Jules par le sculpteur Carlo Beretta (it). Sur la voûte au-dessus de l'autel est peint le Triomphe de San Gaudence, chef-d'œuvre de Stefano Maria Legnani.
Dans le chœur, l’œuvre majeure est le maître-autel baroque, orné de marbre et de bronze, conçu par Carlo Beretta et fondu par Carlo et Francesco Pozzi, Giovanni Battista et Carlo Agazzini Esartier. Contre le mur gauche du chœur, se trouve la chaire épiscopale sur laquelle siègent les évêques le jour de leur entrée.
A la tête du transept gauche, une grande toile de Pelagio Palagi (1833), restaurée en 2013, représente Saint Adalgis donnant aux chanoines de la basilique les biens du village de Cesto.
À gauche du transept droit, on peut accéder à la sacristie où est visible un Saint Jérôme attribué à José de Ribera. Dans la chapelle du Saint-Sacrement, se trouvent huit planches avec des scènes de la Vie de saint Gaudence, accessibles à partir du mur droit du transept gauche et des œuvres de Giovanni Mauro della Rovere.

### Salle du compas
En remontant à travers le campanile, vous pouvez accéder aux combles de l'abside et à la salle du compas, qui préserve l'ancien compas, long de 11 mètres, utilisé par Antonelli pour dessiner à l'échelle les pièces soutenant le dôme.
La salle a été récemment restaurée et ouverte au public pour la première fois 26 janvier 2013; elle représente la première étape d'un musée de la basilique qui se terminera bientôt, avec l'ascension du dôme.

## Le campanile

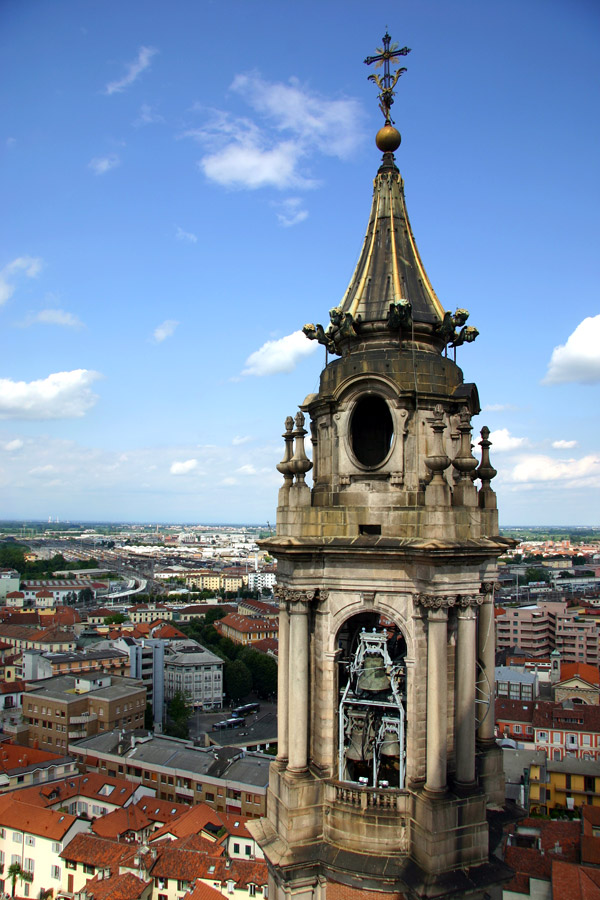
Vue du campanile depuis la coupole

Le clocher, d'environ 75 mètres, est l'œuvre de Benedetto Alfieri, l'oncle du dramaturge Vittorio Alfieri, et a été construit entre 1753 et 1786. Il est isolé de l'église, sur la gauche de l'abside, et est composé de blocs de brique et de granit de Baveno.
Avant sa construction, il existait un clocher temporaire sur le pilier sud-ouest de l'église, qui était susceptible de causer des dommages à la structure du bâtiment avec les vibrations produites par les cloches. En 1753, il a été décidé la construction d'un nouveau clocher, considérée comme une priorité par rapport à la construction d'un nouveau dôme, le projet fut confié à Alfieri, architecte de la maison de Savoie.
En 1773, alors il n'y avait que le clocher, le travail a été suspendu pour manque de fonds. Il ne sera alors achevée qu'en 1786, 33 ans après l'ouverture du chantier et 19 ans après la mort de son concepteur.
Les anges de bronze situés sur le dessus sont l'œuvre de Giovan Battista Agazzini.

## La coupole
L'élément architectural le plus important de l'église est son dôme majestueux, de 121 m de haut, conçu par l'architecte-ingénieur Alessandro Antonelli, devenu le symbole de la ville.
Plus de 50 ans à compter de l'achèvement de la tour du campanile, la Fabbrica Lapidea décide l'achèvement de la basilique et confie à Antonelli la charge de construire le dôme. Le premier projet est entamé en 1841 et les travaux commencent en 1844. Les deux premières années sont consacrées à refaire le tambour et des arcs de soutènement, les anciens étant inaptes à supporter le poids du travail. Immédiatement après le chantier est interrompu. Pendant les années suivantes, la première guerre d'indépendance italienne amène la commune à considérablement réduire les fonds.

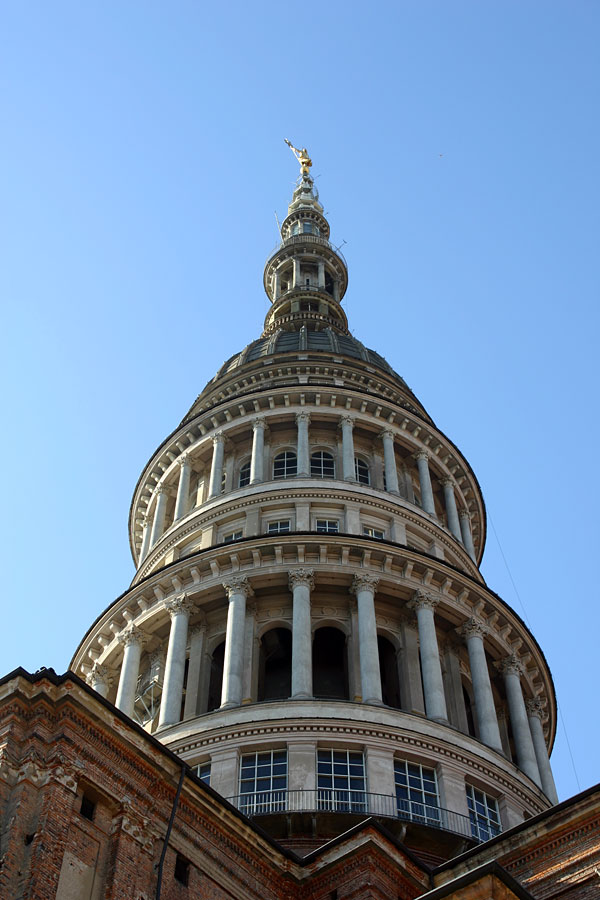
Vue de la coupole

En 1855, Antonelli présente un deuxième plan révisé qui porte la hauteur de 65 à 75 mètres. En 1858, la situation économique s'étant améliorée, les travaux ont été en mesure de reprendre, mais l'architecte, au lieu de fixer la base de la fermeture de la coupole, il construit une seconde couronne à avec des piliers de 5 mètres de haut, donnant ainsi de la visibilité du monument. En 1860, puis il présente le projet d'un dôme avec deux rangées de colonnes, mais il est rejeté. En mai 1861, le projet est présenté à nouveau avec la garantie que cela coûterait moins que le précédent. Après de nombreuses plaintes, celui-ci est finalement accepté et, deux ans après, la construction du dôme prend fin. À ce moment, il ne manque que la flèche, mais des désaccords entre la fabbrica et l'architecte bloquent pendant une décennie, au cours de laquelle il se consacre à la construction de la Mole Antonelliana à Turin.
Pendant ce temps, le dôme entraîne l'admiration des visiteurs et il apparaît nécessaire que son concepteur, désormais âgé, puisse le terminer en lui laissant carte blanche. Les travaux recommencent entre 1873 et 1874, Antonelli se consacre à la décoration en stuc floral de l'intérieur de la coupole et le dôme prend place pendant l'été 1876 puis est achevé en 1878. Le 16 mai de cette même année est hissé tout en haut la statue du Christ Sauveur, par Pietro Zucchi.
La statue, de près de cinq mètres de hauteur, est en bronze recouvert d'une feuille d'or. Actuellement au sommet de la coupole est posée une copie moderne en fibre de verre, tandis que l'original est placé à l'intérieur de la basilique, dans le transept gauche. En comptant la statue, la hauteur totale du bâtiment atteint 126 mètres avec un poids total de plus de 5 500 tonnes.
Dans les années qui ont suivi sa construction, l'église a commencé à montrer des signes de défaillance structurale, qui étaient déjà apparent au cours des premières étapes de la construction. À partir de 1881, Antonelli s'est donc consacré à la consolidation des quatre piliers à la base de la coupole et à l'expansion des fondations. Le travail a pris fin au début de 1887, pour l'occasion de la fête du saint patron (le 22 janvier).
Au fil des ans, on a souvent craint un effondrement possible du dôme et, en 1937, une alerte a causé la fermeture du monument pendant près de 10 ans. Pendant cette période, des travaux de consolidation en béton armé ont été réalisés par l'architecte Arturo Danusso (it). Récemment, il a été rendu compte que ces actions n'étaient pas nécessaire. Le génie d'Alessandro Antonelli était d'avoir conçu son bâtiment en le décomposant en une série de plusieurs cercles concentriques de plus en plus petits qui se dressent dans le ciel, en répartissant le poids sur la structure porteuse. Dans le cas d'une défaillance structurale du dôme, il finirait par se replier sur lui-même et non pas sur les immeubles environnants.

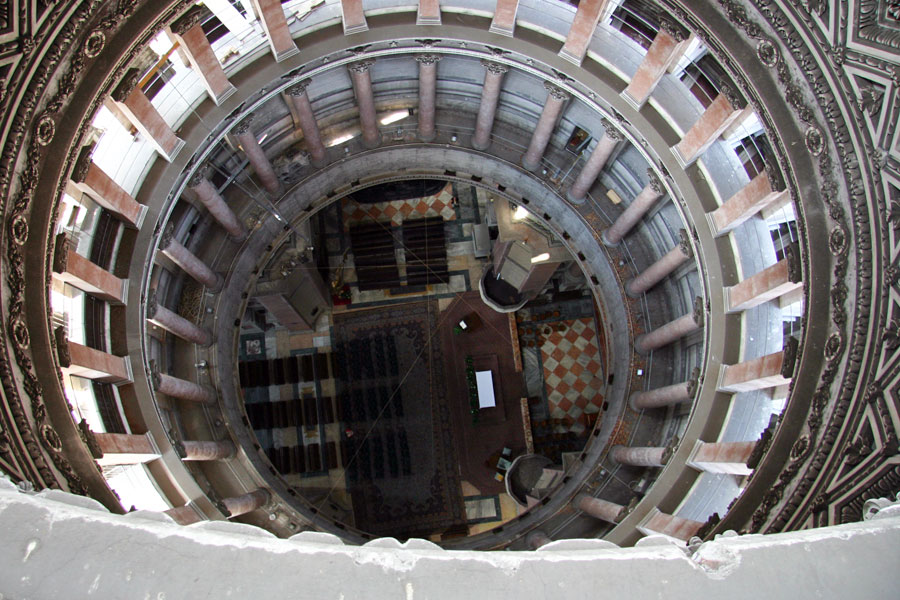
Vue de la coupole depuis l’intérieur

Ces dernières années, un certain nombre de systèmes d'alarme sophistiqués ont été installés à l'intérieur du bâtiment pour surveiller tout danger d'affaissement, des fissures ou des oscillations.
Pour la construction, Antonelli a décidé d'utiliser uniquement des matériaux de la région et de le lier plus étroitement à son lieu d'origine; La structure est faite entièrement de briques et de chaux, sans utilisation du fer. La basilique est donc l'un des plus hauts bâtiments en maçonnerie du monde.
Bien que le travail ait duré près de 50 ans, il n'a jamais été totalement achevé. Dans les intentions de l'architecte, le second dôme intérieur, qui semble maintenant être blanc, devrait être décoré d'une série de fresques visibles du dessous. De même, les colonnades extérieures devaient être enrichies par une série de statues.
La particularité de la coupole est qu'elle doit être vue depuis toutes les routes principales menant au centre-ville.

## Source de traduction
- (it) Cet article est partiellement ou en totalité issu de l’article de Wikipédia en italien intitulé « Basilica di San Gaudenzio » (voir la liste des auteurs).